# Słomowo (powiat obornicki)
Słomowo – wieś w Polsce położona w województwie wielkopolskim, w powiecie obornickim, w gminie Rogoźno.
W latach 1975–1998 miejscowość należała administracyjnie do województwa pilskiego.

## Zabytki
We wsi zachował się wpisany do rejestru zabytków zespół pałacowy złożony z pałacu, parku i oficyny.

## Przyroda
W latach 1950-1951, podczas badań przyrodniczych, znaleziono w okolicach wsi nowe dla Polski gatunki dwuparców: Glomeris conspersa, Glomeris undulata, a także nowe dla Wielkopolski - Glomeris connexa i Polydesmus denticulatus.